# ジャスパー・チャン
ジャスパー・チャン（Jasper Cheung、1964年10月26日 - ）はアマゾンジャパン合同会社社長。2001年4月から同職を務めている。

## 経歴
1964年、香港生まれ。86年に香港大学工業工学部を卒業後、キャセイパシフィック航空に入社し、エアライン・プランニング・オフィサーとして勤務。
1987年、香港の政情変化に不安を感じてカナダへ渡航後、ヨーク大学のビジネススクールに入学。入学の半年後、学内に掲示された学生向け求人広告に応募し、プロクター・アンド・ギャンブル・インクにファイナンス・アナリストとして入社。カナダ国籍を取得。その後、勤労学生生活を続け、90年にはMBAも取得し、同社カナダ部門のファイナンス・マネージャー等も歴任。
1995年、同社の北東アジア地域ヘルス・ビューティー・アンド・フード・アンド・ビバレッジ(日本洗剤)部門の、ファイナンス・マネージャーに就任し、97年には日本へ赴任。
2000年12月、インターネット事業に興味を持った事を期に、知人の伝手でアマゾンジャパンへ、ファイナンス・ディレクターとして入社し、2001年4月には社長就任。2011年から2021年7月までは、ジェフ・ハヤシダと2人で社長を務める体制を執った。
妻は日本人で子供が1人おり、趣味は映画鑑賞、読書、体を鍛える事。

## テレビ番組
- 日経スペシャル カンブリア宮殿 生活がどんどん便利になる！ "日本流"アマゾンの全貌（2024年1月18日、テレビ東京）[7]。

## 著書
- 『Day1 毎日がはじまりの日』（2021年6月30日、PHP研究所）ISBN 9784569848006